# 基尼亞梅爾
基尼亞梅爾是西非國家幾內亞比紹的城市，也是比翁博區的首府，位於首都比紹西北25公里，遊客可在當地餐廳品嘗生蠔，也有手織品出售，2008年人口2,887。
11°53′N 15°51′W / 11.883°N 15.850°W